# Chernobylite
Chernobylite – gra komputerowa typu survival horror RPG stworzona przez studio The Farm 51 i wydana na konsole przez All in! Games. Premiera na Microsoft Windows odbyła się w 2021 roku. Zapowiedziano również wydanie gry na Xbox One, PlayStation 4, Xbox Series X/S i PlayStation 5.

## Gameplay
Gracz wciela się w byłego fizyka, zatrudnionego kiedyś w Czarnobylskiej Elektrowni Jądrowej. Jako Igor Khiminiuk wraca w miejsce katastrofy czarnobylskiej po 30 latach, by odszukać zaginioną ukochaną.
Rozgrywka opiera się na eksploracji Zony, zbieraniu informacji i przetrwaniu. Decyzje gracza mają wpływ na fabułę, a także towarzyszy. Zaopatrzenie i narzędzie wykorzystuje się przy tworzeniu lub ulepszaniu ekwipunku. Ważnym elementem rozgrywki jest też rozwijanie bazy wypadowej.
Zagrożenie stanowią nie tylko wrogo nastawieni żołnierze, ale też potwory i samo otoczenie. Silne promieniowanie obecne w niektórych miejscach negatywnie wpływa na zdrowie bohatera.

## Produkcja
Gra ufundowana została dzięki zbiórce kickstarterowej, a 16 października 2019 pojawiła się we Wczesnym Dostępie w sklepie Steam.
Deweloperzy odbyli wiele podróży do Czarnobylskiej Strefy Wykluczenia, gdzie zbierali materiały do gry. Przy użyciu techniki fotogrametrii odwzorowali w Chernobylite prawdziwe miejsca w Zonie.

## Odbiór gry
W serwisie Metacritic gra otrzymała wynik 75/100, zaś PC Gamer ocenił Chernobylite na 78/100. W polskim serwisie Gry-Online gra oceniona została na 8/10.